# 卫姓
衛姓在《百家姓》中排第12位，按人口排序第170位。

## 姓氏歷史
周成功滅商後，周武王大封兄弟，把原商都周圍地區和殷民七族分封給其弟康叔。康叔建都朝歌（今河南淇县），建立了衛國。其後世的公族裔孫就以國名以姓，取其衛姓。

## 外部連結
[在维基数据编辑]
 《百家姓》
 《欽定古今圖書集成·明倫彙編·氏族典·衛姓部》，出自陈梦雷《古今圖書集成》